# Lân hoa gié
Lân hoa gié (danh pháp hai phần: Piper umbellatum) là loài thực vật có hoa thuộc chi Hồ tiêu.
Cây này có thể cao đến 1 m, lá mọc đối, hình tim. Hoa mọc thành cụm tại nách lá, màu trắng. Quả chứa nhiều thịt.
Lân hoa gié có nguồn gốc từ Malaysia, được phân bố từ miền nam Mexico đến Nam Mỹ, bao gồm cả quần đảo Antilles. Nó cũng được tìm thấy ở châu Phi và châu Á nhưng hiếm gặp hơn. Ở quần đảo Galapagos nó được coi là loài xâm thực. Cây này thường được tìm thấy tại các khu vực ẩm ướt và bóng mát.
Tại Việt Nam, loài này gặp ở tỉnh Gia Lai.

## Tên đồng nghĩa
| - Heckeria subpeltata (Willd.) Kunth - Heckeria umbellata (L.) Kunth - Lepianthes umbellata (L.) Raf. - Lepianthes umbellata (L.) Raf. ex Ramamoorthy - Peperomia umbellata (L.) Kunth - Peperomia umbellata Miq. - Piper peltatum Ruiz & Pav. | - Piper postelsianum Maxim. - Piper subpeltatum Willd. - Pothomorphe dombeyana Miq. - Pothomorphe umbellata (L.) Miq. - Pothomorphe umbellata var. cuernavacana (C.DC.) Trel. & Yunck. - Pothomorphe umbellata var. glabra (C. DC.) Trel. & Yunck. |

## Hình ảnh

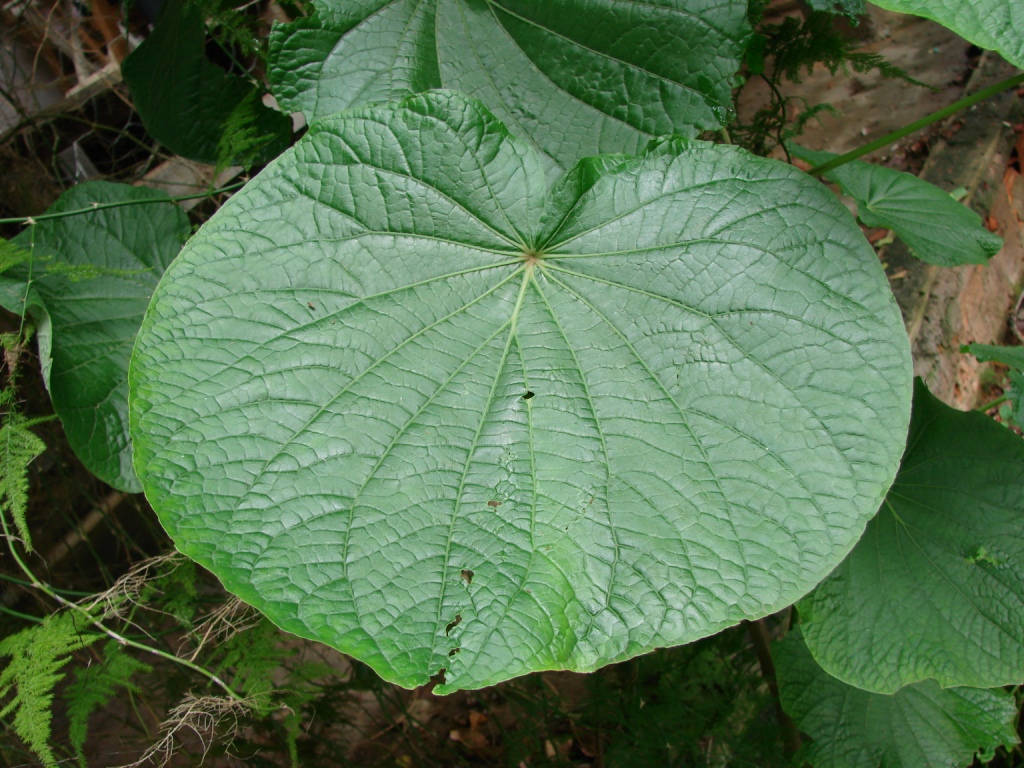
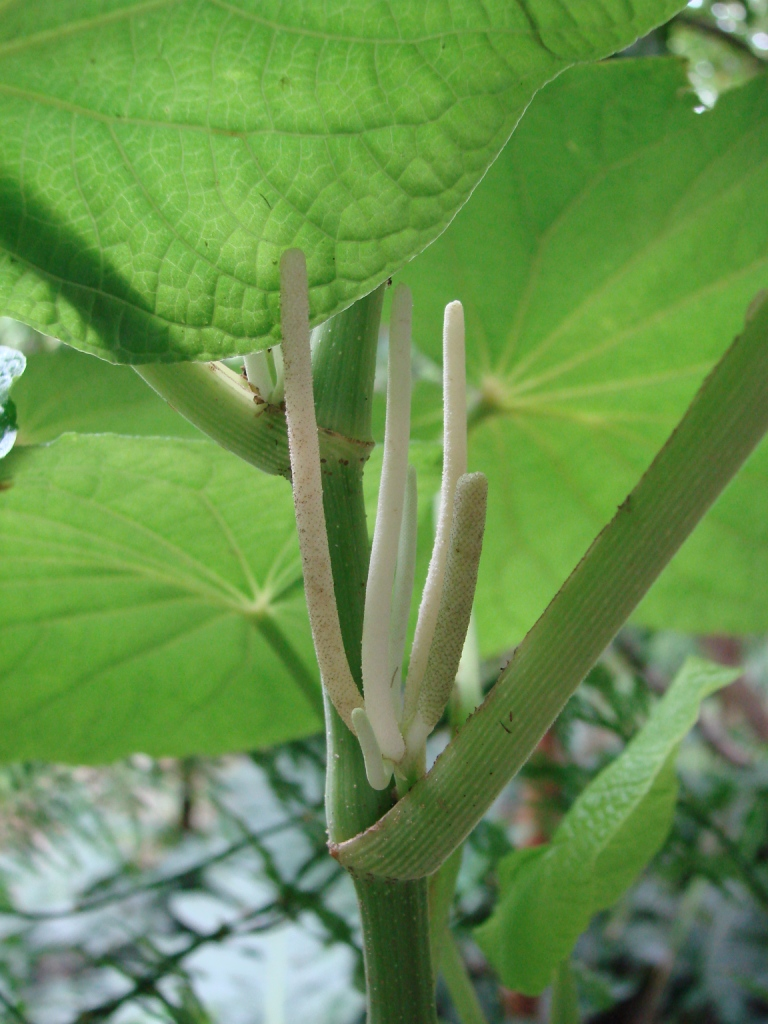